# Абдуль-Баги Бакуви
Абдуль-Баги Бакуви (азерб. Əbdül Bagi Bakuvi) — бакинский средневековый художник-миниатюрист XV века.

## Творчество
Известны две подписные работы Абдуль-Баги Бакуви, сохранившиеся в одном из альбомов, хранящихся в Стамбуле, в музее Топкапы.
Леонид Семёнович Бретаницкий и Борис Владимирович Веймарн отмечают, что Бакуви «был прекрасным рисовальщиком, сохранившим в своём творчестве черты влияния дальневосточной живописи (каллиграфичная линия, создающая ощущение объёма и движения фигур, покрой одежды, рисунок тканей)». Считается, что это следы ставшей уже архаической традиции, которую создали художники, работавшие в начале XIV века в мастерских Рашид ад-Дина.